# OS Близнецов
OS Близнецов (лат. OS Geminorum) — одиночная переменная звезда** в созвездии Близнецов на расстоянии приблизительно 1 546 световых лет (около 474 парсек) от Солнца. Видимая звёздная величина звезды — от +9,565m до +9,53m.

## Характеристики
OS Близнецов — белая пульсирующая переменная звезда типа Дельты Щита (DSCTC) спектрального класса A7. Радиус — около 3,12 солнечных, светимость — около 32,406 солнечных. Эффективная температура — около 7793 К.